# Ponte (Veiga)
Ponte (llamada oficialmente A Ponte) es una aldea española situada en la parroquia de Veiga, del municipio de Puebla del Brollón, en la provincia de Lugo, Galicia.

## Geografía
Está situado a 387 metros de altitud, en el margen derecho del río Cabe, muy cerca de la desembocadura del río Picarrexo, en el margen opuesto.

## Demografía
| Gráfica de evolución demográfica de Ponte entre 2000 y 2020 |
|                                                             |
| Datos según el nomenclátor publicado por el INE.            |